# 金磯駅
金磯駅（かないそえき）は、徳島県小松島市横須町にあった日本国有鉄道（国鉄）牟岐線の駅（仮停車場）である。
当初は阿南鉄道の停留場（国有化後は停車場）として営業したが、1940年（昭和15年）に仮停車場（事実上の臨時駅）へ格下げされた後、1962年（昭和37年）に廃駅となった。

## 歴史
- 1916年（大正5年）12月15日：阿南鉄道中田 - 古庄間開業と同時に設置（停留場）。
- 1936年（昭和11年）7月1日：阿南鉄道が国有化され、国鉄牟岐線の駅（停車場）となる（旅客のみ取扱い）。
- 1940年（昭和15年）9月1日：仮停車場（事実上の臨時駅）に変更。必要の時期に限り旅客を取扱う。
- 1962年（昭和37年）7月18日：廃止。

## 駅周辺
- 徳島県道120号徳島小松島線（当時は国道55号）

## 隣の駅
日本国有鉄道（国鉄）
牟岐線
南小松島駅 - 金磯駅 - 阿波赤石駅